# برهنه خوشحال
برهنه خوشحال فیلمی به کارگردانی عزیزاله رفیعی و نویسندگی حسین مدنی ساختهٔ سال ۱۳۳۶ است.

## بازیگران
- محسن مهدوی
- کوروش کوشان
- مهوش
- عبدالعلی همایون
- حسین امیرفضلی
- جواد تقدسی
- اشرف کاشانی
- نادر رفیعی
- ‌ نادیا رفیعی